# Magnolia Springs
Magnolia Springs es un pueblo ubicado en el condado de Baldwin en el estado estadounidense de Alabama. En el Censo de 2010 tenía una población de 723 habitantes y una densidad poblacional de 468,95 personas por km².

## Geografía
Magnolia Springs se encuentra ubicado en las coordenadas 30°24′11″N 87°46′28″O / 30.40306, -87.77444. Según la Oficina del Censo de los Estados Unidos, Magnolia Springs tiene una superficie total de 2.48 km², de la cual 2.32 km² corresponden a tierra firme y (6.58%) 0.16 km² es agua.

## Demografía
Según el censo de 2010, había 723 personas residiendo en Magnolia Springs. La densidad de población era de 468,95 hab./km². De los 723 habitantes, Magnolia Springs estaba compuesto por el 19.23% blancos, el 0.14% eran afroamericanos, el 0.55% eran amerindios, el 0.41% eran asiáticos, el 0% eran isleños del Pacífico, el 1.94% eran de otras razas y el 0.69% pertenecían a dos o más razas. Del total de la población el 2.77% eran hispanos o latinos de cualquier raza.